# Loket (Benešovi járás)
Loket település Csehországban, a Benešovi járásban. Loket Tomice, Horka II, Hněvkovice, Dolní Kralovice, Strojetice, Keblov, Děkanovice, Křivsoudov, Vlastějovice és Bernartice településekkel határos. Lakosainak száma 613 fő (2024. január 1.).

## Népesség
A település lakosságának változását az alábbi diagram mutatja:
| Lakosok száma | 1972 | 1944 | 1768 | 1207 | 708  | 560  | 551  | 563  | 590  | 613  |
|               | 1869 | 1890 | 1921 | 1950 | 1980 | 2001 | 2017 | 2019 | 2022 | 2024 |